# Jean-Baptiste Charles Bouvet de Lozier
Jean-Baptiste Charles Bouvet de Lozier, (14. januar 1705–1786) var en fransk marineofficer. Han opdagede Bouvetøen 1. januar 1739, og denne er derfor opkaldt efter ham.